# Hans Sperber (Linguist)
Hans Sperber (geboren 25. März 1885 in Wien, Österreich-Ungarn; gestorben 10. Dezember 1963 in Columbus (Ohio)) war ein deutscher Sprachwissenschaftler.

## Leben
Hans Sperber wurde 1885 in Wien geboren und 1890 auch dort, zusammen mit seiner zwei Jahre älteren Schwester Alice Sperber, protestantisch getauft. Sperber hatte sowohl die deutsche als auch die schwedische Staatsbürgerschaft.
Nach dem Abitur 1903 studierte er Germanische und Romanische Philologie in Wien und promovierte 1907 dort. Nach seinem Studium, welches er an der Universität Uppsala bis 1909 fortführte, arbeitete er ab da sechs Jahre lang als Lektor für Deutsch. 1919 habilitierte er an der Universität Köln und arbeitete dort als Privatdozent für deutsche und nordische Philologie. Obwohl er bereits 1925 zum außerordentlichen Professor ernannt wurde, erhielt er vor 1929 keinen festen, bezahlten Lehrauftrag, weswegen er sich bis dahin jedes Sommersemester beurlauben ließ, um Geld zu verdienen.
1933 wurde ihm wegen seiner jüdischen Abstammung von den Nationalsozialisten die Lehrbefugnis entzogen (auf der Basis des Gesetzes zur Wiederherstellung des Berufsbeamtentums), weshalb er in die USA emigrierte und an der Ohio State University ab 1936 als Professor die deutsche Sprache und Literatur des 16. und 17. Jahrhunderts lehrte. Trotz einer gelungenen Emigration und einer Weiterführung seiner Karriere in den USA schien Hans Sperber nicht glücklich gewesen zu sein. Dennoch kehrte er nur einige Male aufgrund von Gastprofessuren nach Deutschland zurück. Er wurde 1955 pensioniert und verstarb 1963 in Columbus, Ohio.
Er war mit Margaret Sperber (* 1898 in Erlau) verheiratet; die beiden hatten zwei Töchter, Brigitta und Karin Sperber.

## Forschung
Sperber wirkte in jungen Jahren im Umkreis von Sigmund Freud; davon waren auch seine Forschungsschwerpunkte, die in der Sprachgeschichte und der Sprachtheorie beziehungsweise -psychologie lagen, beeinflusst. Sperbers Artikel „Über den Einfluß sexueller Momente auf Entstehung und Entwicklung der Sprache“, welcher 1912 in der von Sigmund Freud gegründeten psychoanalytischen Zeitschrift Imago erschien, vertritt die These, dass „die Urworte sämtlich sexuelle Dinge bezeichneten und dann diese sexuelle Bedeutung verloren, indem sie auf andere Dinge und Tätigkeiten, die mit den sexuellen verglichen wurden, übergingen“.
Doch Sperber verfasste ebenfalls mehrere Werke über die Skandinavistik und die deutsche Semantik. Auch war er einer der Ersten, die sich mit der deutschen Sprachgeschichte des 17. und 18. Jahrhunderts beschäftigten. Sperber hatte zudem Anteil an der Konzeption von Trübners Deutschem Wörterbuch. Sein bedeutendstes Werk dürfte allerdings die Geschichte der deutschen Sprache sein, ein bis heute immer wieder (nach Sperbers Tod von Peter von Polenz) aktualisiertes Standardwerk in der Germanistik.

## Publikationen (Auswahl)
- Deutsch ‚Harfe‘ und seine Verwandten. In: Wörter und Sachen. Kulturhistorische Zeitschrift für Sprach- und Sachforschung, Band 3, 1909, S. 68–77.
- Sechs isländische Gedichte legendarischen Inhalts. Akademische Buchdruckerei, Uppsala 1911.
- Studien zur Bedeutungsentwicklung der Präposition ‚über‘. Appelberg, Uppsala 1915. (Habilitationsschrift)
- Einführung in die Bedeutungslehre. Schroeder, Bonn 1923.
- Der Einfluss des Pietismus auf die Sprache des 18. Jahrhunderts. In: DVjS 8, 1930, S. 127–138.
- (zusammen mit Robert M. Estrich): Three keys to language. Rinehart, New York 1952.
- Geschichte der deutschen Sprache. 1.–4. Auflage (3. und 4. Auflage zusammen mit Wolfgang Fleischhauer). De Gruyter, Berlin/Leipzig 1926/1934/1958/1963 (ab der 5. Auflage 1965 von Peter von Polenz überarbeitet und herausgegeben).